# Peter Iden
Peter Iden (né le 11 septembre 1938 à Meseritz, aujourd'hui Międzyrzecz, en Pologne) est un critique de théâtre et critique d'art allemand.

## Biographie

### Jeunesse et études
La famille d'Iden fuit l'Armée rouge vers la zone occupée par les Britanniques, et s'installe à Lauenburg/Elbe. Iden y grandit et fréquente la branche humaniste du lycée Johanneum de Lunebourg. Il passe deux ans en Californie de 1955 à 1957[réf. nécessaire]. Il obtient un diplôme de l'école Helmholtz à Francfort-sur-le-Main, puis étudie la philosophie, l'histoire et le théâtre à l'Université Goethe de Francfort. Il y assiste à des conférences avec Theodor W. Adorno et Max Horkheimer, mais est particulièrement impressionné par le néo-kantien Wolfgang Cramer. Il poursuit ses études à l'Université de Vienne, où il se lie d'amitié avec les artistes Arnulf Rainer et Markus Prachensky.[réf. nécessaire]

### Carrière
A partir de 1961, Iden écrit des articles journalistiques, notamment pour le Frankfurter Rundschau. À la même époque, il rencontre le metteur en scène Erwin Piscator à Francfort. Il devient son assistant et voyage avec lui pendant deux ans à travers l'Allemagne. Inspiré par Piscator, il organise « Experimenta » avec l'éditeur de théâtre Karlheinz Braun de 1966 à 1971 au Theater am Turm, un des premiers festivals internationaux de théâtre expérimental en Allemagne. En 1972, Iden est membre du comité d'organisation de la Documenta 5, organisée par Harald Szeemann. La même année, il rejoint le centre PEN club allemand. En 1982, il devient professeur à la Hochschule für Musik und Darstellende Kunst de Francfort-sur-le-Main, également chef du département de théâtre. 
De 1978 à 1989, il occupe le poste de directeur fondateur du Musée d'art moderne de Francfort. En 1981, après de longues négociations avec les héritiers de l'entrepreneur de Darmstadt Karl Ströher, il acquiert 87 œuvres de pop américaine et d'art minimal, ainsi que des œuvres d'art allemand et européen de haute qualité des années 1950 à 1970, pour le musée en construction. Iden agrandit jusqu'en 1987 la collection d'œuvres importantes d'art allemand et européen. À partir de 1988, Jean-Christophe Ammann prend la direction du musée et ouvre le nouveau bâtiment de l'architecte viennois Hans Hollein en juin 1991.
Journaliste culturel en tant que critique d'art et de théâtre pour le Frankfurter Rundschau, il y écrit plus de 3000 contributions au fil des ans. Il en devient rédacteur en chef en 1973, et chef de la section des arts (code éditorial «P.I.») de 1993 à 2000.
En juin 2004, Peter Iden réalise un entretien avec Jutta Lampe: Partager l’évènement de la métamorphose pour la revue du théâtre national de Strasbourg L'Outrescène.
En 2009, Iden est le porte-parole des curateurs de l'exposition très appréciée[réf. nécessaire] « Soixante ans. Soixante œuvres - Art de la République fédérale d'Allemagne » dans le Martin-Gropius-Bau à Berlin.
Iden est l'auteur et éditeur de nombreux écrits sur le théâtre contemporain et l'art contemporain. Il vit actuellement entre  Francfort-sur-le-Main et le lac de Garde.[réf. nécessaire]

## Prix
En 1995, il reçoit le Prix Goethe du ministère des Sciences et des Arts de Hesse et en 2006 Prix Goethe de la Ville de Francfort.

## Œuvres
- Peter Iden, Dieter Hacker, Oedipus: Maler : neue Bilder und Blätter, Catalogue, éd. Brusberg, Berlin, 1992.
- Peter Iden, Der Schein, was ist er, dem das Wesen fehlt?, Patronatsverein für die Theater der Stadt Frankfurt am Main, Francfort-sur-le-Main, 1992.
- Peter Iden, Meine liebste Rolle, Insel-Verl., Francfort-sur-le-Main, 1993  (ISBN 3-4583-3224-3).
- Peter Iden, Warum wir das Theater brauchen, Suhrkamp, Francfort-sur-le-Main, 1995  (ISBN 3-5183-8983-1).
- Ingrid Mössinger, Peter Iden, Sam Francis, the shadow of colors, Kunstverein Ludwisgsburg, Ludwigsburg, 1995  (ISBN 3-9055-1449-4).
- Ingrid Mössinger, Peter Iden, Sam Francis, the shadow of colors, éd. Stemmle, Kilchberg/Zurich, 1995  (ISBN 3-9055-1459-1).
- Peter Iden, Jürgen Flimm, Fischer-Taschenbuch-Verl., Francfort-sur-le-Main, 1996  (ISBN 3-5961-0544-7).
- Ingrid Mössinger, Beate Ritter, Gottfried Boehm, Peter Iden, et Wieland Schmied, Raimund Girke zum Siebzigsten, Quantum Books, 2000  (ISBN 3-9352-9302-X).
- Éric Darragon, Peter Iden, Beate L. Ritter Georg Baselitz Mondrians Schwester, Berlin, 1997 / Kunstsammlungen Chemnitz, Kulturstiftung der Länder, 2003.
- Peter Palitzsch, Peter Iden, Theater muss die Welt verändern, Henschel, Berlin, 2005  (ISBN 3-8948-7511-9).

## Sources
- (de) Cet article est partiellement ou en totalité issu de l’article de Wikipédia en allemand intitulé « Peter Iden » (voir la liste des auteurs).